# هربرت بريستول دوايت
هربرت بريستول دوايت (بالإنجليزية: Herbert Bristol Dwight)‏ هو مهندس كهربائي أمريكي، ولد في 8 سبتمبر 1885، وتوفي في 30 يونيو 1975.